# Liste de jeux Data East

Le logo de la Société Data East.

Liste des jeux Data East, comprenant des jeux vidéo et des jeux de flipper.

## Jeux vidéo
- Act Fancer
- Al Unser Jr.'s Turbo Racing
- Atomic Runner
- Bad Dudes VS. Dragon Ninja
- Battle Wings (aussi connu comme B-WING ou B-WINGS)
- Bloody Wolf
- Boogie Wings
- Boulder Dash
- BreakThru
- Burgertime
- Captain America and the Avengers
- Captain Silver (1987)
- Caveman Games
- Cobra Command (1984)
- Cobra Command (1988)
- Congo's Caper
- The Cliffhanger: Edward Randy
- Dark Lord
- Darwin 4078
- Dashin' Desperadoes
- Desert Assault
- Diet Go! Go!
- Donald Land
- Fighter's History
- Fighter's History Dynamite (aussi connu comme Karnov's Revenge)
- Fighter's History: Mizoguchi Kiki Ippatsu !!
- Havoc (Captain Lang au Japon, High Seas Havoc aux États-Unis)
- Heavy Barrel
- Heavy Smash
- Hercules no Eikō series
- Hippodrome
- Jake Hunter
- Joe and Mac: Caveman Ninja
- Joe and Mac 3: Lost in the Tropics
- Karate Champ
- Karnov
- Karnov's Revenge
- Last Mission
- Lemmings (prototype sur borne d'arcade)
- Lock 'n' Chase
- Magical Drop
- Metal Max
- Midnight Resistance
- Minnesota Fats: Pool Legend
- Mutant Fighter (connu comme Death Brade sur Super Famicom)
- Nail 'N' Scale
- Night Slashers
- Nebula
- Oscar: Psycho-Nics
- Outlaws of the Lost Dynasty (ou Dark Legend)
- Override
- The Real Ghostbusters
- Ring King
- Road Avenger (version sur borne d'arcade, Road Blaster au Japon)
- RoboCop
- RoboCop 2
- Shadowrun
- Sengoku Denshō
- Side Pocket
- Sly Spy (Secret Agent)
- Skull Fang Ku-u-ga Gaiden
- Soccer League - Winner's Cup
- Spinmaster
- Stadium Hero
- Street Hoop
- Suiko Enbu: Outlaws of the Lost Dynasty
- Suiko Enbu: Fuun Saiki
- Tantei Jingūji Saburō
- Tattoo Assassins
- Trio The Punch - Never Forget Me...
- Tumblepop
- Two Crude (aussi connu comme Crude Busters)
- Vapor Trail
- Western Express
- Windjammers
- Werewolf: The Last Warrior
- Wolf Fang
- Zaviga

## Jeux de flipper
- Aaron Spelling (mod de Lethal Weapon 3)
- The Adventures of Rocky and Bullwinkle and Friends (1993)
- Back to the Future: The Pinball (1990)
- Batman (1991)
- Checkpoint (1991)
- Guns N' Roses (1994)
- Hook (1992)
- Jurassic Park (1993)
- Last Action Hero (1993)
- Lethal Weapon 3 (1992)
- Maverick (1994)
- RoboCop (1990)
- Secret Service (1988)
- The Simpsons (1990)
- Star Trek (1991)
- Star Wars (1992)
- Tales from the Crypt (1993)
- Teenage Mutant Ninja Turtles (1991)
- Time Machine (1988)
- Tommy Pinball Wizard (1994)
- WWF Royal Rumble (1994)
- The phantom of the opera (1990)